# 수다스
수다스(산스크리트어: सुदास)는 리그베다 시대(기원전 14세기경) 인도아리아계 부족인 바라타족의 왕이었다. 그는 펀자브의 파루슈 (오늘날의 라비강) 근처에서 발발한 다사라즈나 전투에서 강력한 푸루족과 다른 부족의 동맹을 물리치고 승리로 이끌었고, 리그베다의 찬가에서 그의 푸로히타 바시슈타에 의해 찬사를 받았다. 그의 승리는 바라타족의 우세를 확립했고, 그들이 동쪽으로 이동하여 쿠루크셰트라에 정착할 수 있게 했으며, 이후의 시기에 북인도를 지배했던 쿠루 "대부족" 즉 부족연맹체의 출현을 위한 길을 열었다.

## 가족
수다스의 조상들은 피자바나, 디보다사, 데바반트를 포함하지만, 이 조상들의 순서에 대해 학자들마다 연대순으로 의견이 갈린다. 위첼에 따르면, 디보다사는 수다스의 아버지였지만, 그는 디보다사와 수다스 사이의 가능한 조상으로 바라타 혈통의 계통에 피자바나를 포함한다. 팔리하와다나는 또한 피자바나를 디보다사와 수다스 사이의 바라타 혈통의 계통에 배치하지만, 수다스는 피자바나의 후손이라고만 기술한다.
그는 수데비와 결혼했는데, 수데비는 아슈빈들에 의해 수다스에게 주어졌다고 한다.

## 리그베다에서의 언급
리그베다에서 수다스는 십왕 연합을 정복한 바라타족의 족장으로 언급된다. 또한 왕이 비슈바미트라를 대신하여 바시슈타를 제사장으로 임명함으로써 둘 사이에 경쟁 관계가 형성되었다는 언급도 있다. 10대 부족, 즉 푸루족, 야두족, 투르바사족, 아두족, 드루휴족, 알리나족, 파크타족, 발라나족, 시바족, 비샤닌족은 수다스에게 대항했으나 그에게 패배했다. 그는 또한 곧 아자족, 시그루족, 그리고 야크슈족과 싸웠다.

## 같이 보기
- 파리크시트
- 크리슈나

## 참고 문헌
- Mookerji, Radha Kumud (1988) [first published in 1966], 《Chandragupta Maurya and his times》 4판, Motilal Banarsidass, ISBN 81-208-0433-3
- {{인용|last=Sen |first=Sailendra Nath |title=Ancient Indian History and Civilization |url=https://books.google.com/books?id=Wk4_ICH_g1EC |year=1999 |origyear=1988 |publisher=New Age International Publishers |edition=Second |isbn=81-224-119

## 추가 자료
- Frawley, David (2001). 《The Rig Veda and the History of India》. New Delhi: Aditya Prakashan. ISBN 978-81-7742-039-5.